# Rozwinięcie Herbranda
Rozwinięcie Herbranda dla formuły rachunku predykatów pierwszego rzędu to formuła, w której wszystkie kwantyfikatory ogólne (a także zmienne wolne) {\displaystyle \forall x.\phi (x)} zostały zastąpione przez koniunkcje {\displaystyle \phi (t_{1})\land \phi (t_{2})\land \cdots \land \phi (t_{n})} natomiast egzystencjalne {\displaystyle \exists x.\phi (x)} przez alternatywę {\displaystyle \phi (t_{1})\lor \phi (t_{2})\lor \cdots \lor \phi (t_{n}),} gdzie {\displaystyle t_{1},t_{2},\dots ,t_{n}} to pewien podzbiór skończony uniwersum Herbranda.
Taka formuła – bez zmiennych i kwantyfikatorów jest w praktyce równoważna pewnej formule rachunku zdań.
Zbiór rozwinięć Herbranda jest co najwyżej przeliczalny.